# Erpold Lindenbrog
Erpold Lindenbrog (Lindenbruch), född 1540 i Bremen, död 1616, var en tysk historiker.
Lindenbrog, som var kanik i Hamburg, har särskild betydelse för Norden därigenom, att han utgav bland annat "Chronicon slavicum" (de så kallade "Annales hamburgenses"), "Erici regis Daniæ narratio de origine gentis danorum" (de så kallade "Annales ryenses"), Adams av Bremen "Historia ecclesiastica" (1595), med betydligt bättre text än den av dansken Anders Sørensen Vedel publicerade första upplagans (av 1579) och med återgivande även av de gamla skolierna, samt "Scriptores rerum germanicarum septentrionalium" (1609; tredje upplagan, utökad av Johann Albert Fabricius, 1706).
Lindenbrogs ene son, Heinrich Lindenbrog (född 1570, död 1642), utgav, med kommentarer, Censorinus (1614 och 1642), och den andre, Friedrich Lindenbrog (född 1573, död 1648), vilken även var en framstående jurist, kommenterade flera romerska författare och utgav "Lex salica" (1602), "Diversarum gentium historiæ antiquæ scriptores III, Jornandes, Isidorus Hispalensis, Paulus Diaconus" (1611) och "Codex legum veterum (Leges wisigotorum, Edictum Theodorici, Lex burgundionum)" (1613).
Släkten Lindenbrogs boksamlingar donerades till staden Hamburg och utgjorde första grunden till det stora "Stadtbibliothek" där.